# PvP (historieta)
PvP (también conocido como Player vs Player) es un webcómic, escrito y dibujado por Scott Kurtz, con aproximadamente 100.000 visitas diarias (a fecha de agosto del 2005). El 1 de febrero de 2007 llegó a protagonizar su propia serie de animación.
Narra las aventuras de una revista de videojuegos ficticia y sus empleados. Kurtz también comparte sus opiniones respecto a cómics y cultura de videojuegos en el blog que acompaña a su página, y se ha convertido en una de las figuras más importantes y polémicas en el mundo de los cómics en línea.
Inicialmente, sus tiras se centraban en los videojuegos y en la cultura "friki", lo cual se extendía a cómics y RPGs. Durante los años, los temas se hacían extensibles a un público más amplio, tocando temas como las nuevas tecnologías, humor sobre los romances entre los personajes, humor interno sobre las diferencias generacionales, mientras que los videojuegos pasaban a un segundo plano. El propio Kurtz ha satirizado esta situación.
- Datos: Q745381